# Geminio Ognio
Geminio „Mimmo“ Ognio (* 13. Dezember 1917 in Recco; † 28. Oktober 1990 in Rom) war ein italienischer Wasserballspieler. Er war Europameister 1947, Olympiasieger 1948 und Olympiadritter 1952.

## Karriere
Geminio Ognio spielte bei Lazio Rom. 
Bei der ersten Wasserballeuropameisterschaft nach dem Zweiten Weltkrieg, die 1947 in Monte Carlo ausgetragen wurde, siegte die italienische Mannschaft mit Pasquale Buonocore, Gildo Arena, Emilio Bulgarelli, Aldo Ghira, Mario Majoni, Geminio Ognio, Gianfranco Pandolfini, Tullio Pandolfini, Luigi Raspini, Umberto Raspini und Cesare Rubini. Die Italiener gewannen ihre Vorrundengruppe und besiegten in der Finalrunde die Mannschaften aus Schweden und Belgien. Im Jahr darauf trat die italienische Mannschaft bei den Olympischen Spielen in London mit neun Europameistern an, nur die Brüder Raspini fehlten. Die italienische Mannschaft siegte vor Ungarn und den Niederlanden. Die Italiener spielten in der Vorrunde Unentschieden gegen Jugoslawien, gewannen aber alle anderen Partien. Ognio warf als Halbspieler im Verlauf des Turniers fünf Tore.
1950 fand in Wien die Europameisterschaft 1950 statt. Jede der sieben teilnehmenden Mannschaften trat gegen jede andere Mannschaft an. Die Italiener gewannen drei Spiele und verloren dreimal. Damit belegten sie den vierten Platz hinter den Mannschaften aus den Niederlanden, den Schweden und den Jugoslawen. Zwei Jahre später bei den Olympischen Spielen 1952 in Helsinki qualifizierten sich die Italiener mit einem 16:1 über Indien für die Vorrunde. Mit einem ersten Platz in der Vorrundengruppe und in der Halbfinalgruppe erreichten die Italiener die Finalgruppe. Nach zwei Niederlagen gegen Ungarn und Jugoslawien erhielten die Italiener die Bronzemedaille hinter diesen beiden Teams. Ognio kam 1952 noch in vier der acht Spiele zum Einsatz.
Geminio Ognio war ein hervorragender Freistilschwimmer, der zwei italienische Meistertitel über 1500 Meter Freistil gewann. Mit der Freistilstaffel von Lazio Rom wurde er 1940 und 1945 Meister. Ognio wurde als Spieler in der Rumpfsaison 1945 mit der Wasserball-Mannschaft von Società Sportiva Lazio Nuoto italienischer Meister, das gelang ihm 1956 auch als Trainer. Später war Ognio international als Schiedsrichter tätig.